# Periscepsia lindneri
Periscepsia lindneri är en tvåvingeart som först beskrevs av Louis-Paul Mesnil 1959.  Periscepsia lindneri ingår i släktet Periscepsia och familjen parasitflugor.
Artens utbredningsområde är Tanzania. Inga underarter finns listade i Catalogue of Life.